# إحساسية هرمونية
الإحساسية الهرمونية (بالإنجليزية: Hormonal sentience)، التي يُعتبر روبيرت إيه فرايتاس الابن أول من وصفها، تصف معدل معالجة المعلومات في النباتات، التي تستند في جزئها الأكبر إلى الهرمونات بدلاً من الخلايا العصبية كما هو الحال في جميع الحيوانات الرئيسية (باستثناء الإسفنجيات). ويمكن للنباتات التواصل بدرجة ما مع بعضها البعض، وهناك أمثلة على التواصل أحادي الاتجاه مع الحيوانات.
تنتج أشجار السنط دبغًا للدفاع عن نفسها عندما ترعى عليها الماشية. ويتم التقاط رائحة الدبغ المحمولة جوًا من قِبل أشجار سنط أخرى، التي تبدأ هي الأخرى بعد ذلك في إنتاج الدبغ كحماية من الحيوانات القريبة منها. وعند مهاجمتها من قِبل يرقانات اليسروع، يمكن لبعض النباتات إصدار إشارات كيميائية لجذب الدبابير الطفيلية التي تهاجم يرقانة اليسروع.
ويمكن العثور على ظاهرة مماثلة ليس فقط بين النباتات والحيوانات ولكن أيضًا بين الفطريات والحيوانات. وتوجد بعض أنواع الاتصالات بين حديقة فطريات وعمال النمل قاطع الأوراق Atta sexdens rubropilosa. فإذا كانت الحديقة تحتوي على نباتات سامة للفطريات، فإنها ترسل إشارات بهذا إلى النمل الذي سوف يتجنب تسميد حديقة الفطريات بأي نبات سام بعد ذلك.
ويقوم نبات خناق الذباب، خلال فاصل زمني من الحساسية يتراوح من 1 إلى 20 ثانية، بإحصاء منبهين قبل الانقضاض على فريسته من الحشرات، حيث تبلغ ذروة هذه العملية 1 بت/ثانية. ويتراوح مقدار الكتلة ما بين 10 و100 جرام، لذا فإن حاصل الإحساسية يكون حوالي +1. وبشكل عام تستغرق النباتات ساعات للاستجابة للمنبهات، على الرغم من أن حاصل الإحساسية النباتية (Sentience Quotient) يميل إلى التجمع حول -2.
ومن الناحية النظرية، حتى الكائن الحي الذي لديه نظام هرموني بدلاً من الجهاز العصبي يمكن أن يكون ذكيًا إلى حد ما، ولكنه سيكون ذكاءً بطيئًا للغاية على أقل تقدير.
ومع ذلك، تكون النباتات الأعلى قادرة على الأقل على إنتاج إشارات كهربائية، حتى ولو كانت لا تستخدم هذه الإشارات كما تستخدمها الحيوانات. ويُعتبر فرانتيسيك بالوسكا الأستاذ بجامعة بون في ألمانيا أحد الخبراء المتخصصين في البيولوجيا العصبية النباتية.

## وصلات خارجية
- Xenopsychology by Robert A. Freitas Jr.